# Peter MacKay
Pour les articles homonymes, voir MacKay.
Peter Gordon MacKay, né le 27 septembre 1965 à New Glasgow en Nouvelle-Écosse, est un homme politique canadien. Ministre des Affaires étrangères entre 2006 et 2007, ministre de la Défense entre 2007 et 2013, il a été, entre le 15 juillet 2013 et le 2 août 2015, ministre de la Justice et Procureur général du Canada. 
Il fut le dernier chef du Parti progressiste-conservateur du Canada (PC). En décembre 2003, il appuya une fusion du parti avec l'Alliance canadienne pour former le nouveau Parti conservateur du Canada. Il s'est retiré de la politique active à la fin de son mandat de député en octobre 2015.
Le 15 janvier, MacKay a annoncé sa candidature pour la course à la direction des conservateurs de 2020. MacKay a été battu par Erin O'Toole au troisième tour du scrutin à la direction.

## Biographie
Peter MacKay est diplômé en droit et, en 1991, a été reçu au barreau de Nouvelle-Écosse. Il a exercé comme avocat mais aussi comme magistrat dans diverses juridictions.
Il a été élu une première fois à la Chambre des communes du Canada en juin 1997, au titre de la circonscription de Pictou-Antigonish-Guysborough, sous les couleurs du Parti progressiste-conservateur du Canada. Il a été réélu en novembre 2000.
Le 31 mai 2003, il a succédé à l'ancien Premier ministre fédéral Joe Clark à la tête du Parti progressiste-conservateur. En août 2003 fut publié un sondage Ipsos-Reid, indiquant que le soutien au parti serait tombé, en trois mois, de 19 % à 12 % dans l'opinion publique canadienne. Il a alors entamé des négociations avec l'Alliance canadienne (Canadian Alliance) en vue de fusionner les deux mouvements en un nouveau parti, le Parti conservateur du Canada (Conservative Party of Canada).
Le 6 décembre 2003, un vote interne au Parti progressiste-conservateur entérina le projet de fusion par une majorité de 90,4 % des délégués. Le 13 janvier 2004, Peter MacKay annonça qu'il ne briguerait pas la direction du nouveau parti. Le 1er février 2004, une très large majorité des militants et élus progressistes-conservateurs se joignirent à la nouvelle formation et, pour les députés, s'affilièrent au nouveau groupe parlementaire, mais une petite minorité, dont l'ancien premier ministre Joe Clark, choisissaient de rester fidèles à l'ancienne affiliation, et d'autres allaient siéger comme « indépendants ».
Le 22 mars 2004, il est nommé chef adjoint par Stephen Harper, après l'accession de celui-ci à la tête du Parti conservateur.
Le 28 juin 2004, il est facilement réélu à la chambre des communes, lors de l'élection causée par la réorganisation des districts électoraux, au titre de la nouvelle circonscription de Nova-Centre, en Nouvelle-Écosse. Il est de nouveau réélu lors de l'élection fédérale canadienne de 2006. Le 6 février 2006, il est assermenté au cabinet du premier ministre Stephen Harper en tant que ministre des Affaires Étrangères. Il devient ensuite ministre de la Défense nationale et ministre responsable de l'Agence de promotion du Canada Atlantique. Lors du remaniement ministériel de juillet 2013, Peter MacKay devient ministre de la Justice et procureur général du Canada.
Le 25 janvier 2011, lors d'un discours après une apparition d'Arnold Schwarzenegger à Winnipeg, Peter MacKay a commis un impair en parlant des provinces partageant une frontière avec la Californie.
Il est critiqué pour sa très faible maîtrise de la langue française.

## Comités de la Chambre des communes
Au sein de la Chambre des communes du Canada, Peter MacKay a été ou est membre :
- au cours de la 36e législature (1997-2002), du Comité permanent de la justice et des droits de la personne, et de divers sous-comités,
- au cours de la 38e législature (2002-2004), du Comité permanent de la justice et des droits de la personne (rebaptisé, au cours de la 3e session, Comité permanent de la justice, des droits de la personne, de la sécurité publique et de la protection civile), et de divers sous-comités,
- au cours de la 38e législature (depuis 2004), de deux sous-comités.

## Galerie d'images

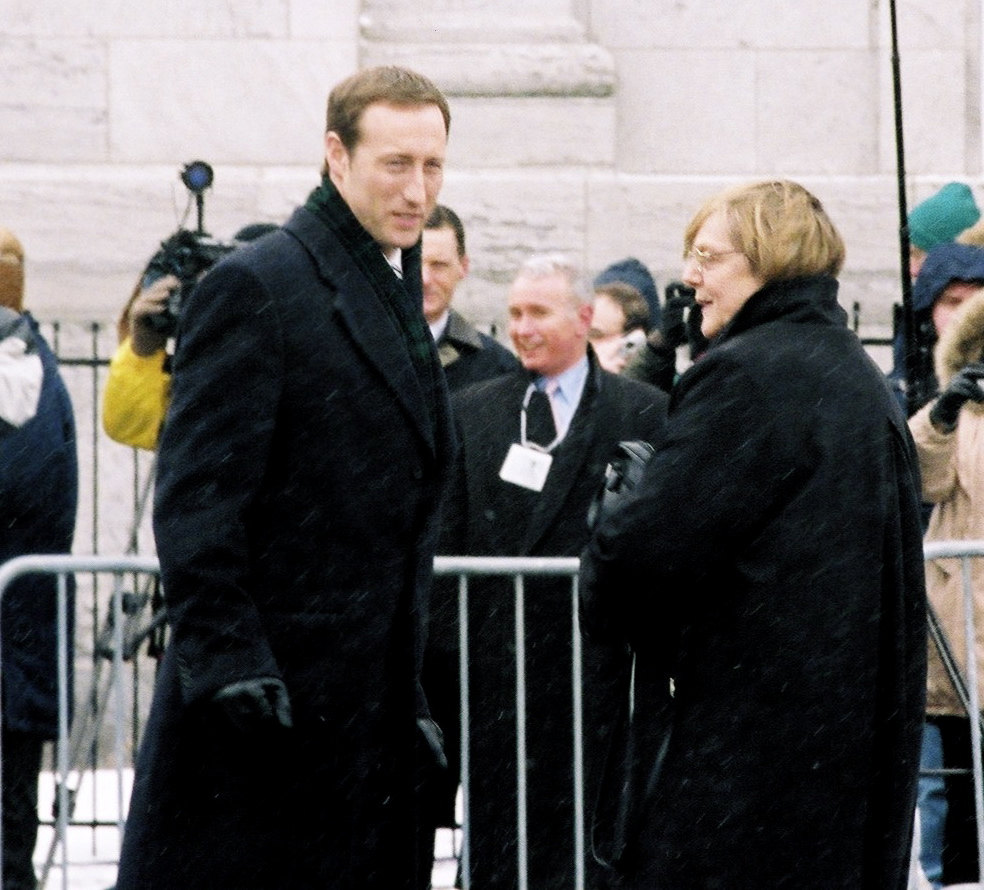
Lors de son assermentation le 6 février 2006
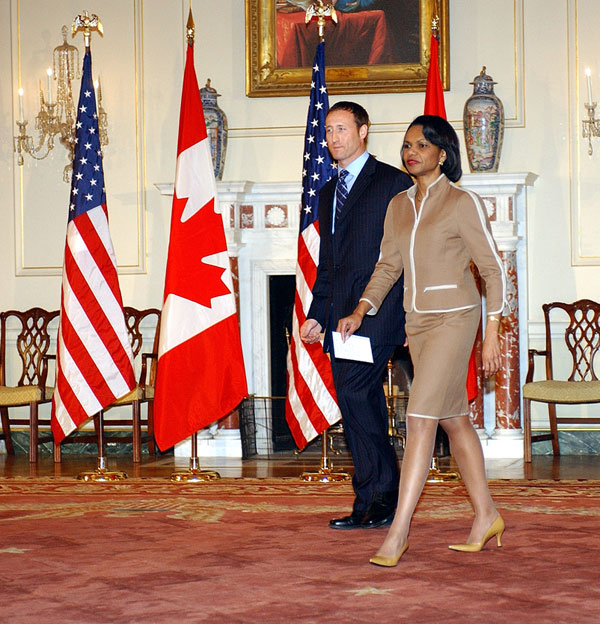
Peter MacKay et Condoleezza Rice, le 13 avril 2006
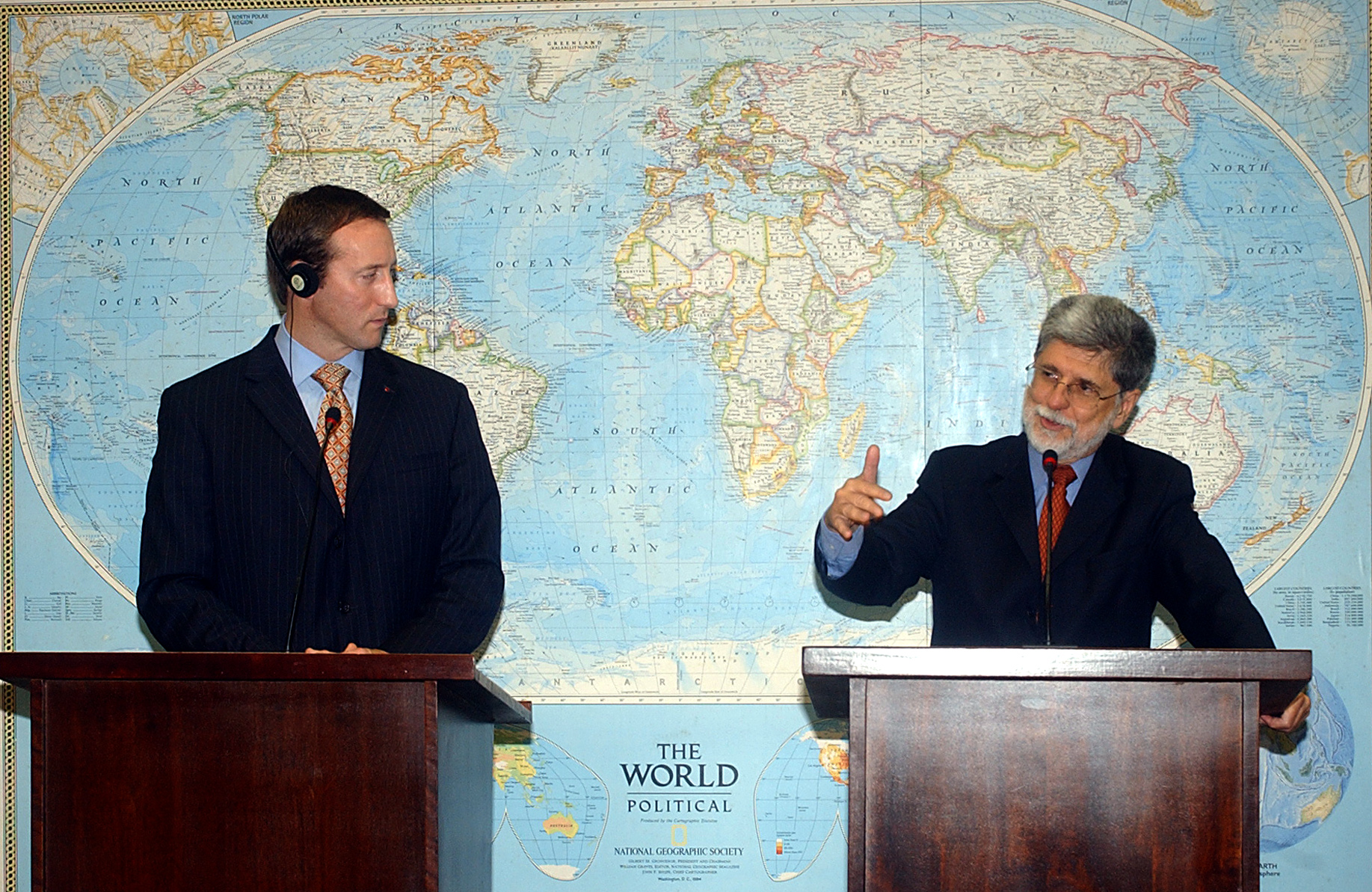
Au Brésil, aux côtés de son homologue brésilien Celso Amorim
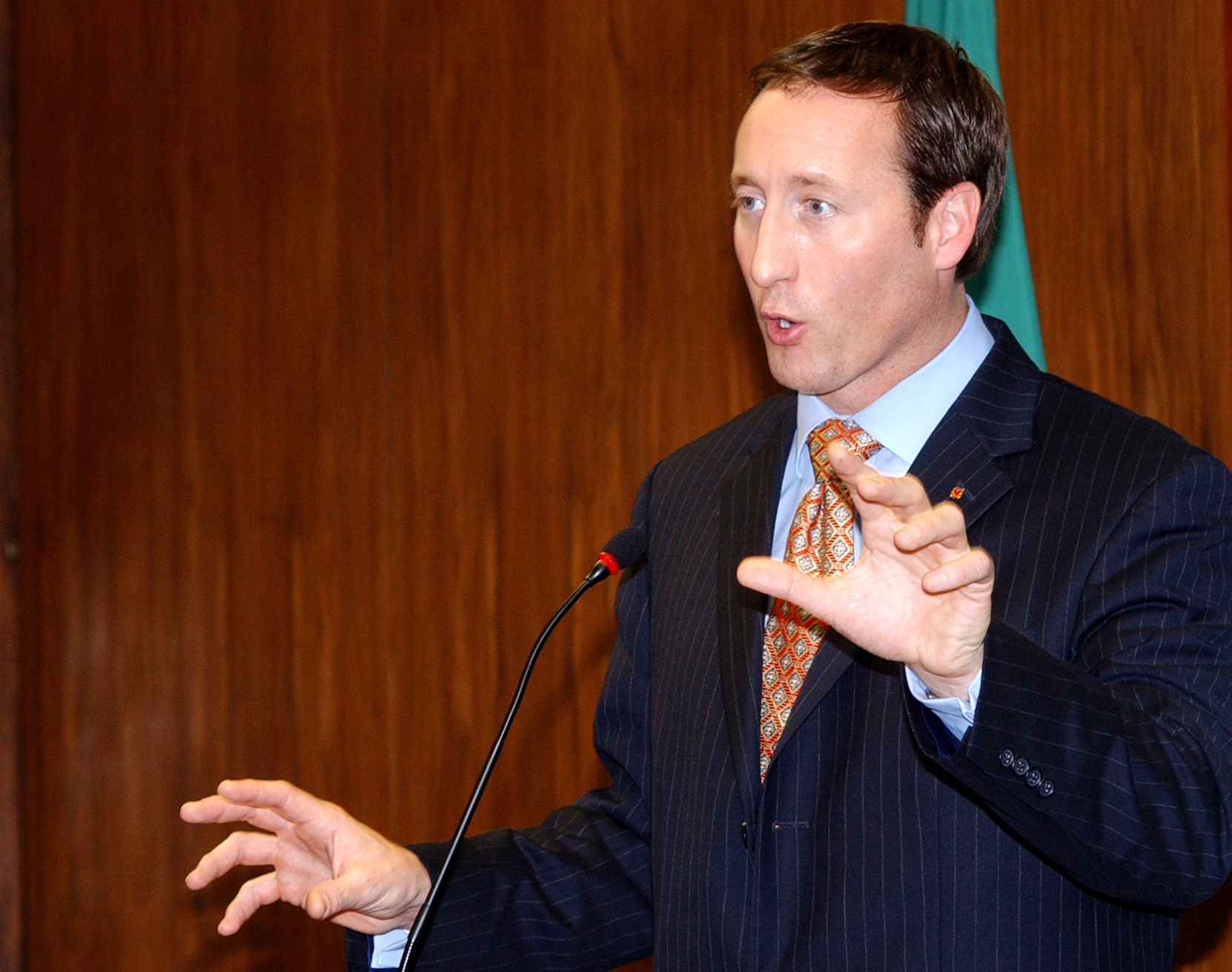
Au Brésil
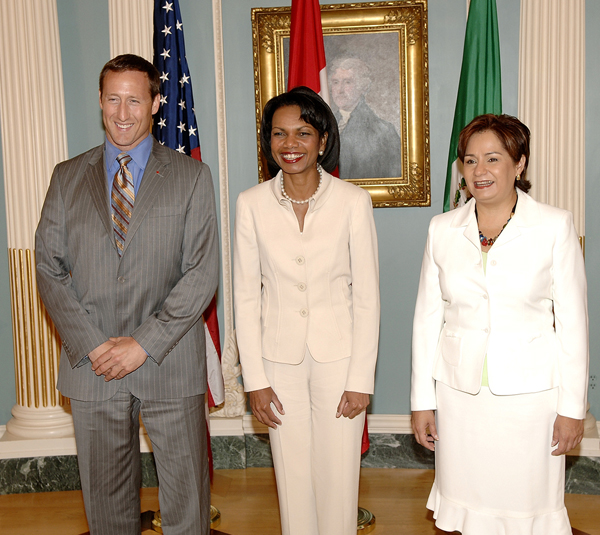
MacKay avec Condoleezza Rice et Patricia Espinosa, le 6 juillet 2007
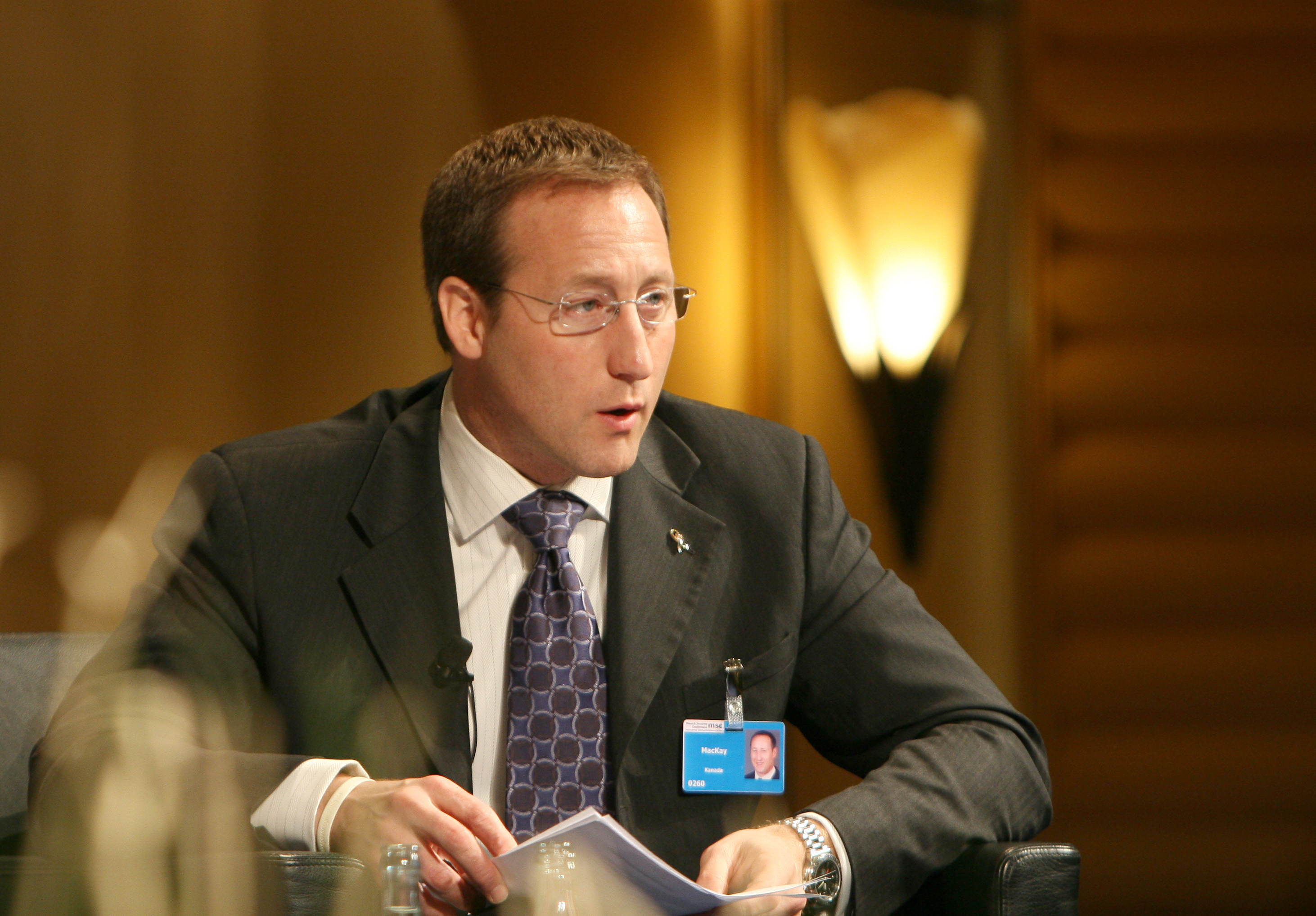
Conférence sur la sécurité à Munich, le 8 février 2009